# Afroneta subfuscoides
Afroneta subfuscoides là một loài nhện trong họ Linyphiidae.
Loài này thuộc chi Afroneta. Afroneta subfuscoides được Merrett miêu tả năm 2004.